# Urial
Urial eller stäppfår är en grupp av underarter av arten Ovis orientalis (syonym: Ovis aries). Gruppen förekommer i centrala Asien och räknades tidigare som självständig art. I taxonomiska avhandlingar som Mammal Species of the World (2005) betecknas den som vignei-gruppen. Den andra gruppen av underarter (eller bara populationer) av Ovis orientalis är orientalis-gruppen (mufflonfår).

## Taxonomi
Till vignei-gruppen räknas upp till sju underarter:
- - Ovis orientalis vignei (Blyth, 1841) förekommer med flera från varandra skilda populationer i Kashmirregionen i norra Pakistan och nordvästra Indien.
  - Ovis orientalis arkal (Eversmann, 1850) lever i nordöstra Iran, i Turkmenistan, västra Uzbekistan och västra Kazakstan.
  - Ovis orientalis bocharensis (Nasonov, 1914) hittas i östra Uzbekistan och södra Tadzjikistan. Populationerna räknas ofta till O. o. vignei.
  - Ovis orientalis cycloceros (Hutton, 1842) har flera från varandra skilda utbredningsområden i Afghanistan samt i centrala och södra Pakistan.
  - Ovis orientalis isphahanica (Nasonov, 1910) är endemisk för en liten region i centrala Iran. Underarten listas av Grubb (2005) till orientalis-gruppen.[2]
  - Ovis orientalis laristanica (Nasonov, 1909) förekommer i södra Iran vid Persiska viken. Underarten liknar andra urial i utseende men genetisk liknar den mer mufflonfår.[2] Därför antas att underarten är en hybrid mellan väst- och centralasiatiska former.[3]
  - Ovis orientalis punjabiensis (Lydekker, 1913) hittas i saltöknar söder om Islamabad i nordöstra Pakistan.